# The Conqueror Worm

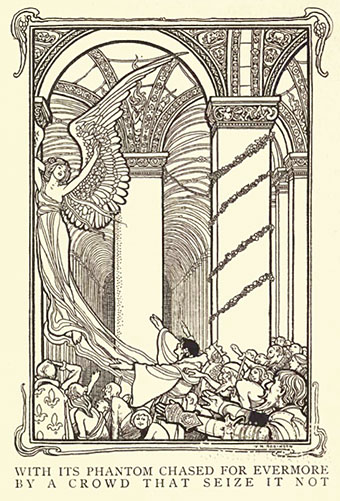
Ilustração para "The Conqueror Worm", 1900

"The Conqueror Worm" (em português O Verme Vencedor) é um  poema de Edgar Allan Poe sobre o inevitável que é a morte do homem. Foi publicado em 1843, e novamente, após revisão, em 1845. 

## O poema
| "The Conqueror Worm" | "O Verme Conquistador" (tradução) |
| --- | --- |
| Lo! 'tis a gala night Within the lonesome latter years! An angel throng, bewinged, bedight In veils, and drowned in tears, Sit in a theatre, to see A play of hopes and fears, While the orchestra breathes fitfully The music of the spheres. Mimes, in the form of God on high, Mutter and mumble low, And hither and thither fly Mere puppets they, who come and go At bidding of vast formless things That shift the scenery to and fro, Flapping from out their Condor wings Invisible Woe! That motley drama–oh, be sure It shall not be forgot! With its Phantom chased for evermore, By a crowd that seize it not, Through a circle that ever returneth in To the self-same spot, And much of Madness, and more of Sin, And Horror the soul of the plot. But see, amid the mimic rout A crawling shape intrude! A blood-red thing that writhes from out The scenic solitude! It writhes!–it writhes!–with mortal pangs The mimes become its food, And seraphs sob at vermin fangs In human gore imbued. Out–out are the lights–out all! And, over each quivering form, The curtain, a funeral pall, Comes down with the rush of a storm, While the angels, all pallid and wan, Uprising, unveiling, affirm That the play is the tragedy, "Man," And its hero the Conqueror Worm." | Lo ! ' tis uma noite de gala Dentro dos últimos anos solitários ! Uma multidão anjo, bewinged , bedight Em véus , e afogou-se em lágrimas, Sente-se em um teatro , para ver Um jogo de esperanças e temores , Enquanto a orquestra respira irregularmente A música das esferas . Mímicos , na forma de Deus nas alturas , Mutter e murmúrio baixo , E cá e para lá voar Meros fantoches eles , que vêm e vão Na licitação de grandes coisas sem forma Essa mudança do cenário para lá e para cá , Bater asas de fora suas asas Condor Ai Invisível ! Esse drama oh heterogéneo , não se esqueça Não deve ser esquecido ! Com o seu fantasma perseguido para todo o sempre , Por uma multidão que não aproveitá-la , Através de um círculo que nunca returneth em Para o local auto- mesmo , E muito da loucura , e mais de Sin , E Horror a alma da trama. Mas veja , em meio à debandada mímico A forma rastejando intrometer ! Uma coisa vermelho-sangue que se contorce de fora A solidão cênica ! Ele se contorce ! -é Se contorce ! -com Dores mortais Os mimos tornar sua comida, E serafins soluçar em presas vermes No sangue humano imbuído . Fora -out são as luzes - todos ! E , sobre cada forma trêmula , A cortina , uma mortalha funerária , Vem para baixo com a pressa de uma tempestade, Enquanto os anjos , todos pálida e abatida , Uprising, inauguração , afirmam Que a peça é a tragédia , " Homem", E seu herói, o Verme Conquistador. " |